# Rhagoletis kurentsovi
Rhagoletis kurentsovi
 es una especie de insecto del género Rhagoletis de la familia Tephritidae del orden Diptera. 
Boris Borisovitsch Rohdendorf la describió científicamente por primera vez en el año 1961.